# Paraplydrink

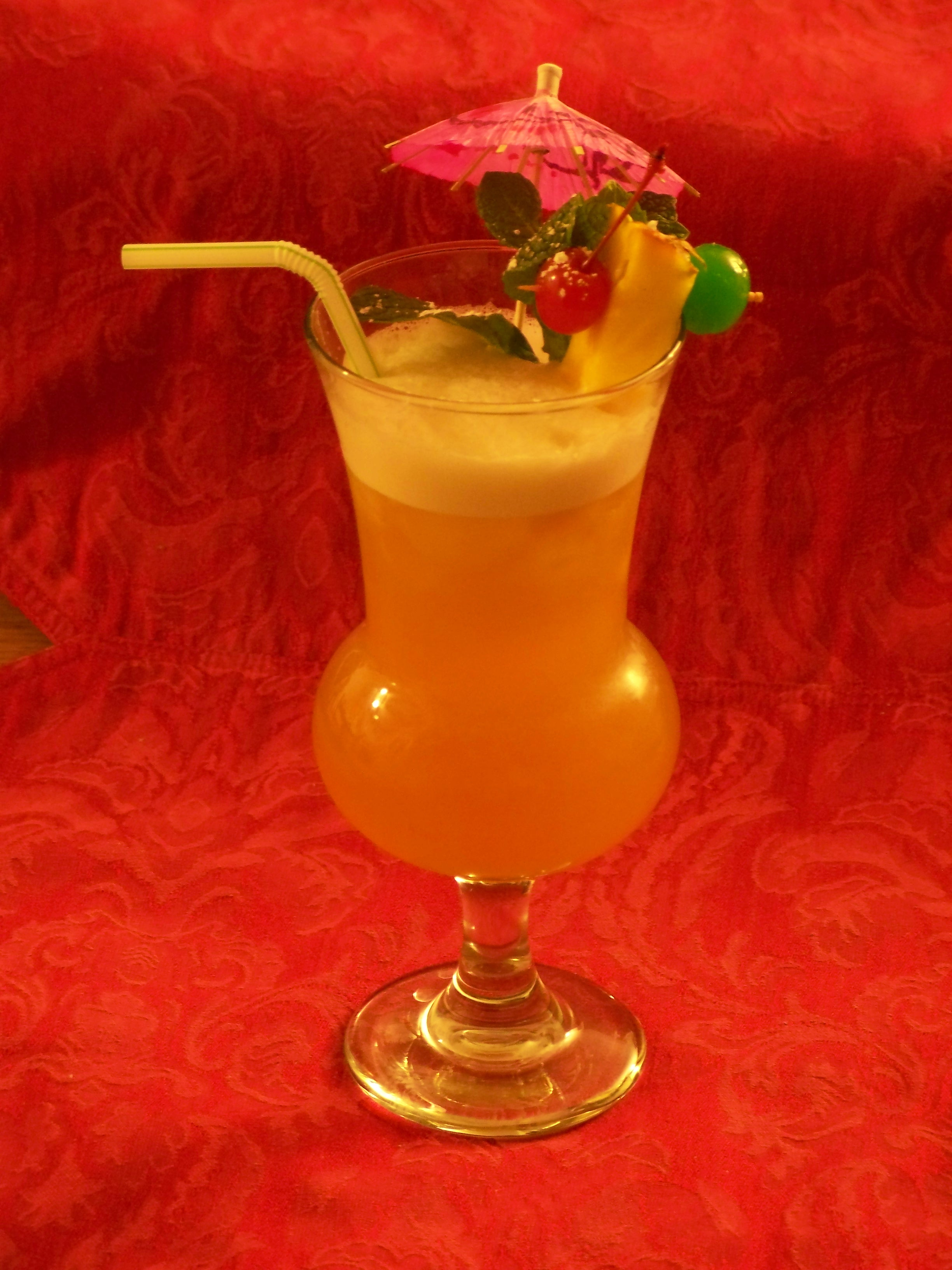
En paraplydrink (Zombiecocktail)

Paraplydrink är en drink eller cocktail, vanligtvis med alkohol, som serveras med ett litet paraply i glaset. Paraplydrinkar serveras ofta när det skall vara lite extra festligt, ofta vid t.ex. badstränder och liknande platser.